# Ivo Kralj
Ivo Kralj, zborovodja, delovodja v kamnolomu, kmet, * 14. julij 1928, Slivno

## Življenje in delo
Ivo Kralj se je rodil v Slivnem pri Nabrežini, oče je bil Jožef, kmet, a tudi kapelnik godbe v Mavhinjah, mati kmetica Leopolda (rojena Lupinc). Osnovno šolo je obiskoval v rojstni vasi, nižjo strokovno šolo v Nabrežini. Leta 1953 se je zaposlil v nabrežinskem kamnolomu . Oče je igral violino in klarinet ter je poučeval petje v Vižovljah in Šempolaju, tako da je bila Ivu Kralju glasba blizu že od otroštva. Privatno je študiral teorijo glasbe pri Pietru Grassiju. Med leti 1946–57 je bil harmonikar pri orkestru Planika v Slivnem. Pri cerkvenih pevskih zborih sodeluje od 15. leta starosti, ker se je poleg harmonike naučil igrati tudi na orgle in bas, od mladih let igra pri godbi v Nabrežini. Pri svetnih zborih poje od 17. leta starosti. Ivo Kralj je od ustanovitve leta 1966 celih 45 let vodil Moški pevski zbor Fantje izpod Grmade, pri čemer je vedno poudarjal predvsem pomen družabnosti, saj so ga ustanovili med prijatelji in druži pevce različnih vasi in je po svoji umetniški učinkovitosti in priljubljenosti postal kmalu znan in marsikje zaželen . Zbor je vodil od ustanovitve do leta 2011, še vedno pa orgla in poje v domači cerkvi  in v cerkvi v Šempolaju .
Ivo Kralj je bil pobudnik mnogih kulturnih večerov, proslav, narodnih praznikov. S svojim zborom Fantje izpod Grmade je nastopal doma in po svetu, marsikam so jih vabili in povsod so pustili odličen vtis. Kralj je lahko v svojem skoraj pol-stoletnem vodenju zbora lahko med drugim ugotavljal, kako se je v letih spreminjal odnos ljudi do zbora in pesmi, ki se pojejo danes ali nekoč . Ivo Kralj je bil vedno zelo zaveden Slovenec in tega ni nikoli skrival, politično je blizu edini samostojni slovenski stranki v Italiji, Slovenski skupnosti .
Ivo Kralj je z zborom prejel mnogo nagrad in priznanj, leta 1991 je za svoje nesebično delovanje prejel nagrado Sklada Dušana Černeta. Leta 2016 pa mu je JSKD podelil srebrno plaketo, z utemelitvijo: "Za njegovo dolgoletno in prizadevno delo na področju zborovske glasbe Javni sklad Republike Slovenije za kulturne dejavnosti podeljuje Ivu Kralju srebrno plaketo" .